# Falcon Heavy
Pour les articles homonymes, voir Falcon.
Falcon Heavy est un lanceur spatial super lourd développé par la société SpaceX. Il a la capacité de placer une charge utile de 63,8 tonnes en orbite basse ou de 26,7 tonnes en orbite de transfert géostationnaire et réutilise les deux étages de la fusée Falcon 9 auxquels sont accolés deux propulseurs d'appoint constitués par les premiers étages de cette même fusée. Le lanceur est conçu de manière à permettre la récupération du premier étage et des deux propulseurs d'appoint toutefois au prix d'une forte réduction de la charge utile. Le développement de la Falcon Heavy a été annoncé en 2011 avec une date de premier vol en 2013. Celle-ci a été par la suite régulièrement repoussée du fait principalement d'une mise au point plus longue que prévu d'une Falcon 9 suffisamment puissante et récupérable. Après un test d'allumage statique réalisé le 24 janvier 2018, le vol inaugural a eu lieu le 6 février 2018 depuis le pas de tir 39A du centre spatial Kennedy.

La famille de lanceurs Falcon : de gauche à droite Falcon 1 ; Falcon 9 1.0 avec capsule Dragon ; Falcon 9 1.1 R (récupérable) avec capsule Dragon et avec un satellite, Falcon 9 1.1 ; Falcon 9 1.2 FT R (récupérable) avec capsule Dragon et avec un satellite, Falcon 9 1.2 FT ; Falcon 9 Block 5 R (récupérable) avec capsule Dragon et avec un satellite ; Falcon 9 Block 5 ; Falcon Heavy (récupérable) ; Falcon Heavy Block 5 (récupérable).

Depuis sa mise en service Falcon Heavy a été intégré à l'offre de SpaceX pour le programme militaire National Security Space Launch et s'est vu confier à ce titre plusieurs lancements de satellites pour le compte de l'United States Space Force. Au cours de la décennie 2020 la fusée se voit également attribué la plupart des missions de premier plan de la NASA, dont les sondes d'exploration Psyché, Europa Clipper, et DragonFly, le télescope Roman, ainsi que le lancement des premiers modules de la Lunar Gateway et du vaisseau de ravitaillement Dragon XL.

## Historique
Au milieu des années 2000, la société SpaceX, qui développe son lanceur Falcon 9 (premier vol en 2010), annonce qu'elle réalisera une version lourde de cette fusée en accolant deux premiers étages supplémentaires, reprenant l'architecture de la Delta IV Heavy. Cette version a pour vocation de venir concurrencer les lanceurs lourds de l'époque sur le marché des satellites de télécommunications à placer en orbite géostationnaire. La Falcon Heavy doit être opérationnelle deux ans après le premier vol de la Falcon 9. En 2006, SpaceX annonce que le lanceur pourra placer 24,75 tonnes en orbite basse pour un coût de 78 millions de dollars. La charge utile est réévaluée en 2007 (28 tonnes) et 2010 où elle atteint 32 tonnes pour un coût de 95 millions de dollars. Le développement de la Falcon 9 V1.1 finalisé en 2011 et beaucoup plus puissante a des répercussions directes sur les dimensions et les performances de la version Heavy qui s'accroissent encore. En 2013, SpaceX annonce un premier vol en 2013 à partir de la base de lancement de Vandenberg en Californie. À la suite de la reprise par SpaceX du complexe de lancement 39A du centre spatial Kennedy (Floride), SpaceX annonce que son nouveau lanceur décollera depuis cette base. En 2015, les performances sont encore revues à la hausse avec une masse en orbite basse de 53 tonnes et en orbite géostationnaire de 21,2 tonnes. Ces performances sont encore revues en 2016 et en 2017: le constructeur affiche sur son site une masse en orbite basse de 63,8 tonnes, et en orbite géostationnaire de 26,7 tonnes.
La date du premier vol est reportée à plusieurs reprises, notamment à cause des difficultés techniques qui n'avaient pas été anticipées par les responsables du projet. Finalement, en 2016, un premier vol est annoncé courant 2017, puis repoussé fin 2017 à la suite de l'explosion de la Falcon 9 en septembre 2016. Les hypothèses de travail basées sur la fusée Falcon 9 ont sous-estimé les changements dans l'aérodynamique et les charges imposées à la structure. Le passage à Max Q ne s'effectue plus au même moment. La transition du subsonique au transsonique est modifiée de manière importante par la présence de 27 moteurs-fusées exerçant simultanément une poussée. Ceux-ci triplent les vibrations et les répercussions acoustiques. Pour traiter ces problèmes il a fallu renforcer de manière importante l'étage central. Le développement du système de séparation des étages d'appoint a été particulièrement difficile. Enfin, la mise à feu initiale des 27 moteurs-fusées a nécessité la mise au point d'une procédure d'allumage spécifique : les moteurs-fusées seront allumés deux par deux avec un petit intervalle de temps pour permettre l'arrêt des opérations de lancement en cas de détection d'un problème sur la propulsion.
Le 9 mai 2017, le premier étage central renforcé fait l'objet d'un tir statique sur le banc d'essais dont dispose SpaceX à McGregor au Texas. Il est transféré par la suite à Cape Canaveral où il est accouplé à deux étages Falcon 9 récupéré après un premier vol. L'un de ces deux étages a placé en orbite le satellite Thaicom 9 le 8 mai 2016 et a été testé en avril 2017 sur le banc d'essais après remise en condition opérationnelle. Bien que crucial, aucun test d'un premier étage complet ne peut être réalisé sur les bancs d'essais existants, du fait des dimensions particulières du nouveau lanceur. SpaceX a décidé de faire ces tests sur le pas de tir SLC-39A utilisé pour le premier vol.
En février 2021, la NASA annonce avoir retenu la Falcon Heavy pour lancer les deux premiers modules de la station spatiale lunaire (LOPG) dont le lancement est prévu pour 2024. En juillet 2021, la NASA attribue un contrat de 178 millions de dollars à SpaceX pour une mission vers Europe, l’une des lunes de Jupiter.

### Premier vol
La date du premier vol est conditionnée par la fin des travaux de remise en état du pas de tir SLC-40 utilisé par SpaceX sur la base de lancement de Cape Canaveral rasé lors de l'explosion d'une Falcon 9 le 1er septembre 2016. Ces travaux, qui devaient s'achever fin août 2017 doivent permettre de redémarrer les lancements depuis ce pas de tir et de libérer l'ensemble de lancement SLC-39A pour la première campagne de tir de la Falcon Heavy. Après avoir été reporté plusieurs fois, le premier essai de mise à feu statique est planifié en janvier 2018, ce qui entraine le report du vol inaugural. La mise à feu statique consiste à allumer tous les moteurs pendant plusieurs secondes, en retenant le lanceur au sol, afin de vérifier que ce dernier se comporte de manière normale. Le 24 janvier 2018, la mise à feu statique a lieu avec succès. Pour ce vol inaugural, les deux propulseurs d'appoint utilisés sont deux anciens premiers étages de fusée Falcon 9 ayant chacun été utilisé et récupéré une fois.
Le décollage a lieu le 6 février 2018 à 15 h 46 heure locale (20 h 46 UTC). Les 27 moteurs-fusées Merlin sont mis à feu et exercent une poussée de 22 800 kN (2 326 tonnes) qui accélère progressivement la fusée de 1 420 tonnes. Comme prévu, les deux propulseurs d'appoint, après séparation du reste de la fusée à une altitude de 60 km et alors que leur vitesse a atteint 6 900 km/h, effectuent les manœuvres de freinage puis de réorientation pour revenir se poser sur leur plate-forme respective à Cape Canaveral 8 minutes et 20 secondes après leur décollage. Le premier étage central doit effectuer la même manœuvre mais celle-ci est entamée à une altitude 90 km et à une vitesse de 9 500 km/h ce qui la rend nettement plus difficile. Sa récupération doit se faire sur une barge autonome dans l'océan Atlantique à 350 kilomètres au large de la côte de Floride. La manœuvre échoue ; l'étage sombre dans l'Océan Atlantique à une centaine de mètres de la barge en percutant la surface de l'océan à une vitesse de 480 km/h. Deux des trois moteurs-fusées qui devaient fonctionner brièvement une dernière fois avant l'atterrissage pour annuler la vitesse restante n'ont pu être rallumés faute de disposer des produits hypergoliques (triéthylaluminium et triéthylborane) utilisés à cet effet. Ceux-ci avaient été complètement consommés au cours des allumages précédents.
Le second étage du lanceur place la charge utile sur une orbite basse. Pour démontrer les capacités du lanceur à placer les satellites sur une orbite géostationnaire par injection directe (c'est-à-dire sans que le satellite emporte de moteur d'apogée), le deuxième étage du lanceur est allumé à deux reprises entrecoupées par de longues phase de vol balistique (n'utilisant pas la propulsion). Le second étage est rallumé une première fois 20 minutes après son extinction et place la charge utile sur une nouvelle orbite dont l'apogée se situe à 7 000 km d'altitude. Quatre heures plus tard, vers 2 h 30 TU, un troisième allumage place la charge utile sur une orbite héliocentrique.
Pour ce vol de qualification, la charge utile est particulièrement légère (1,2 tonne) : c'est une Tesla Roadster, une voiture électrique produite par une société dirigée par le PDG de SpaceX. L'objectif assigné au lanceur était de placer la Tesla sur une orbite héliocentrique dont l'aphélie se situait à 2 Unités Astronomiques (U.A.) du Soleil (orbite de Mars). Le lanceur fait mieux puisque l'apogée se situe à 2,61 U.A. ce qui la place au niveau de la ceinture principale d'astéroïdes. Sur cette orbite la Tesla devrait repasser au niveau de l'orbite terrestre tous les 29 mois.
La mise en orbite du coupé Tesla est un habile coup publicitaire profitant à l'entreprise de Elon Musk en difficulté financière à la date du lancement (quelques jours plus tard la société Tesla publie ses résultats annuels : 1,96 milliard de pertes en 2017 sont annoncés pour un chiffre d'affaires annuel de 11,8 milliards US$.). Durant la première phase du vol en orbite, trois caméras installées à bord de la Tesla retransmettent l'image d'un pilote-mannequin, baptisé Starman, vêtu d'une combinaison et d'un scaphandre blancs. Tandis que l'auto-radio joue Life On Mars, une chanson de David Bowie, Starman « conduit » le véhicule, une main sur le volant et un bras négligemment appuyé sur la portière,,,,.

Premier vol
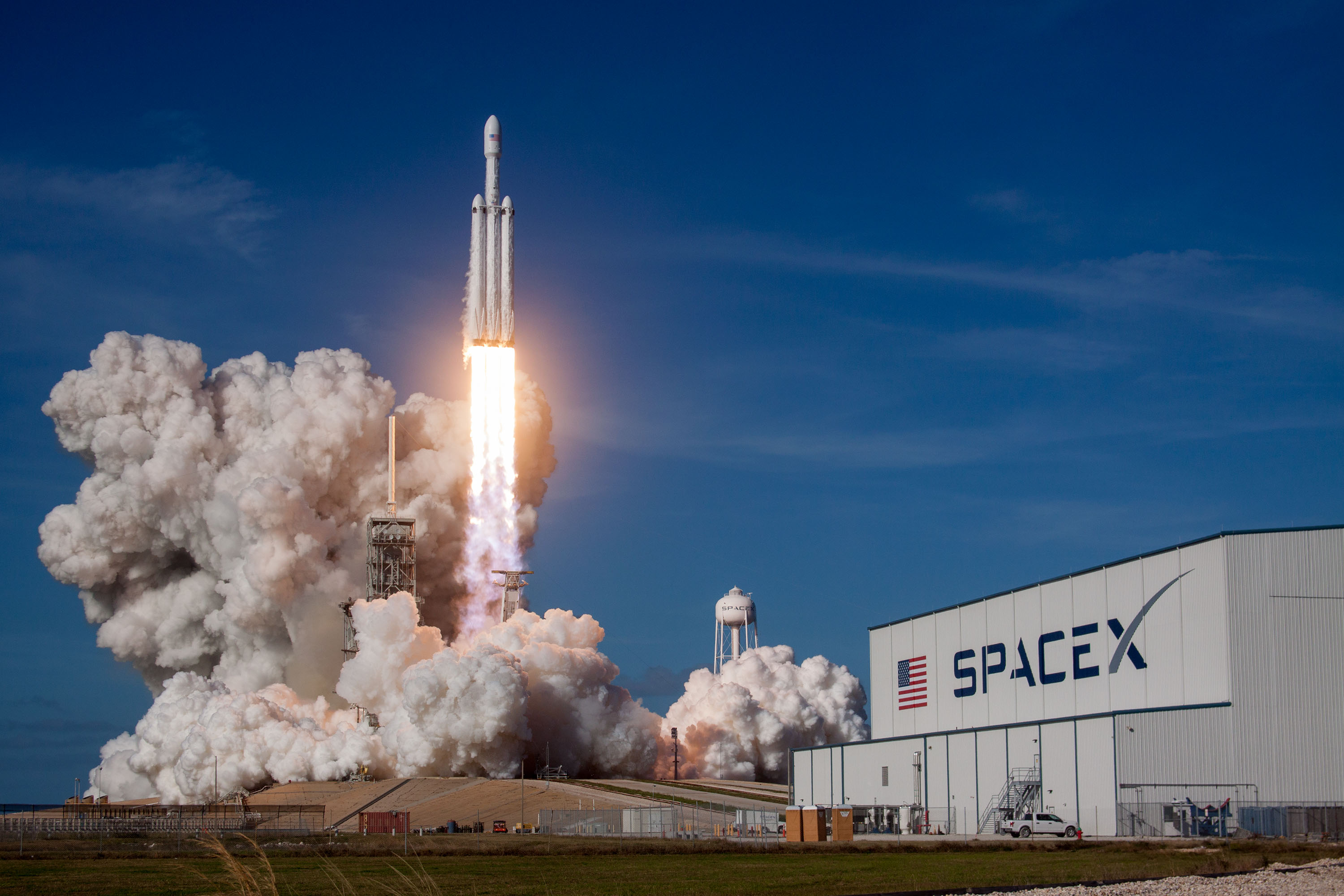
Décollage.
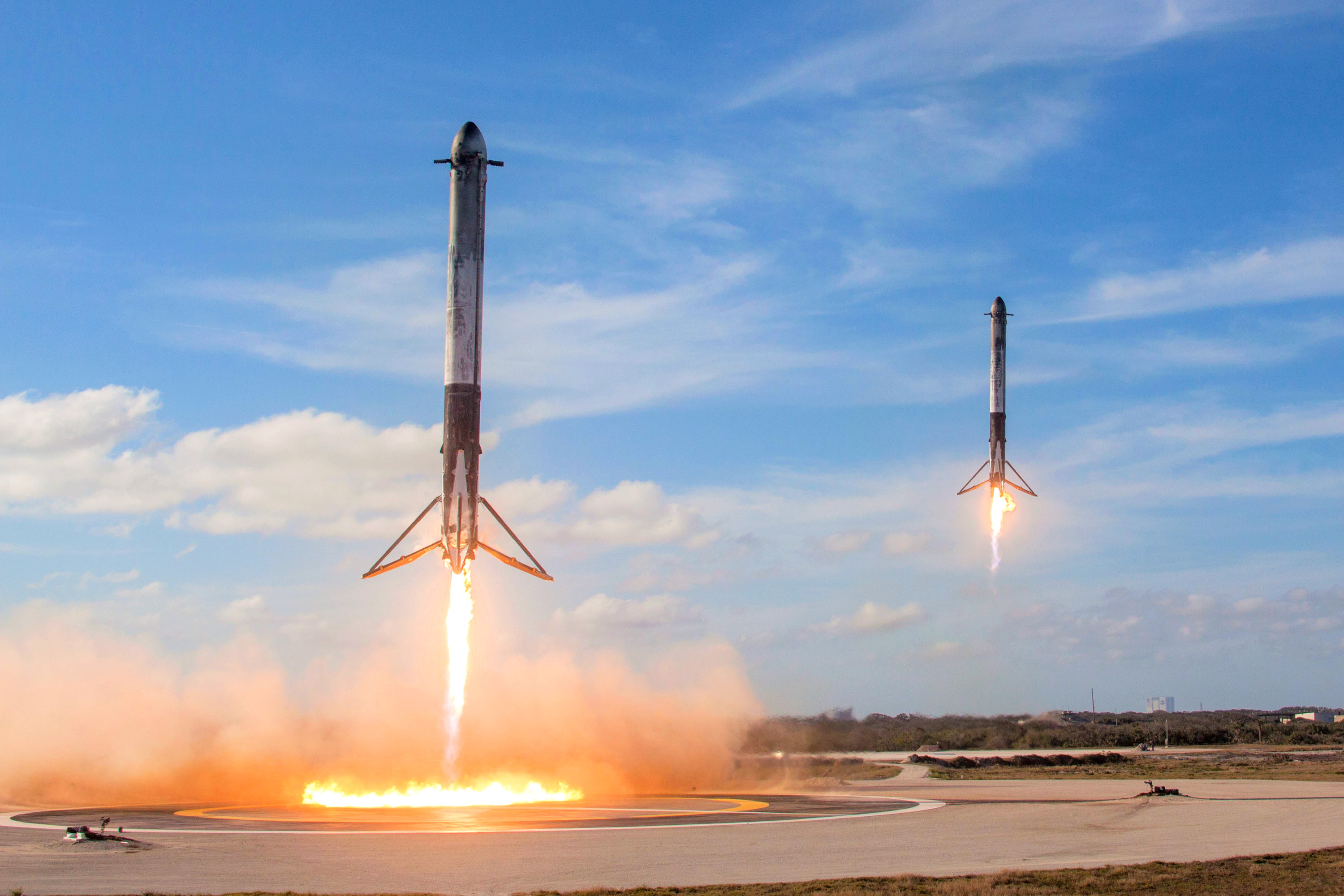
Atterrissage des deux propulseurs d'appoint.
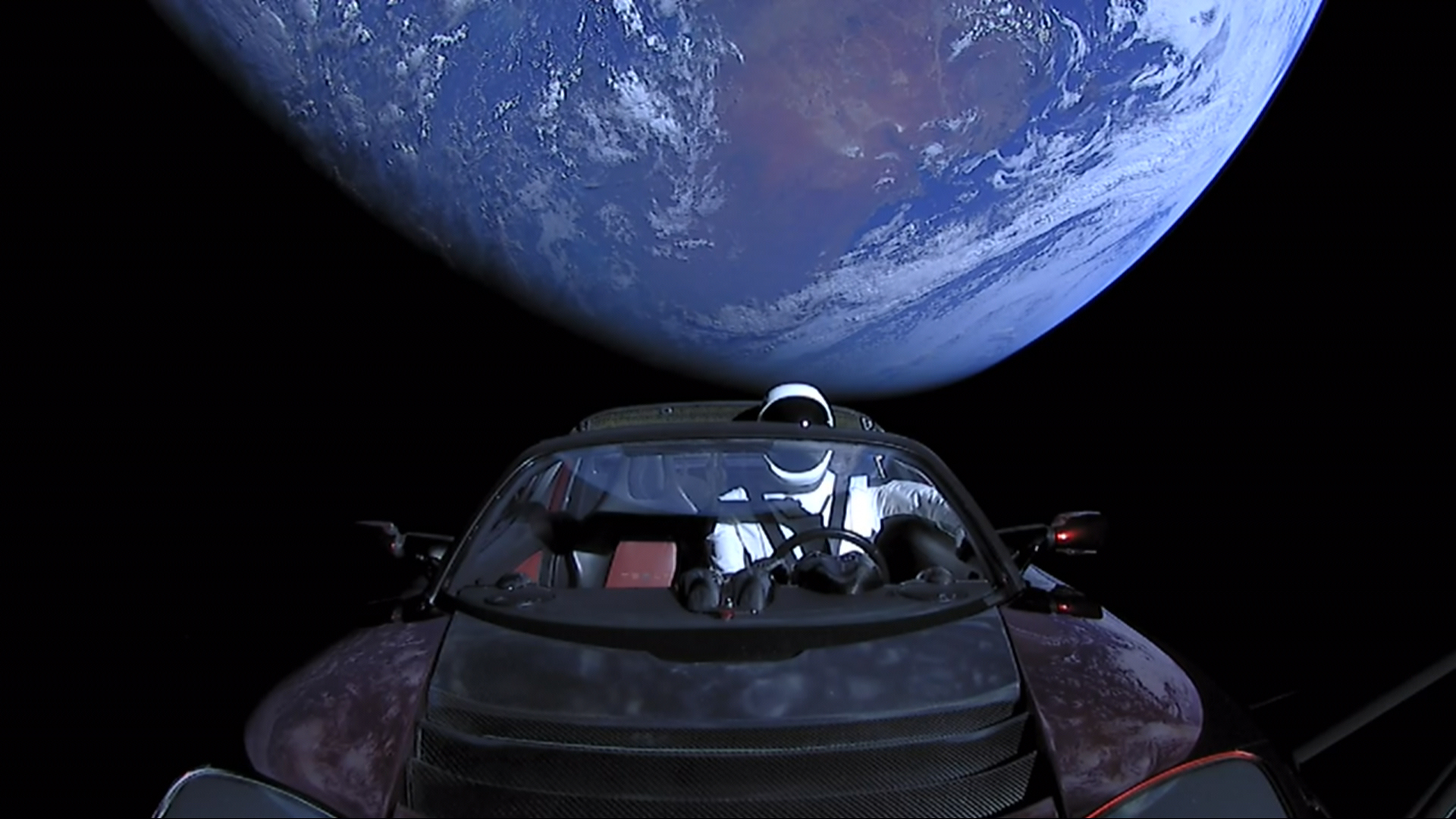
La charge utile, une Tesla Roadster, placée sur une orbite héliocentrique.

## Caractéristiques techniques

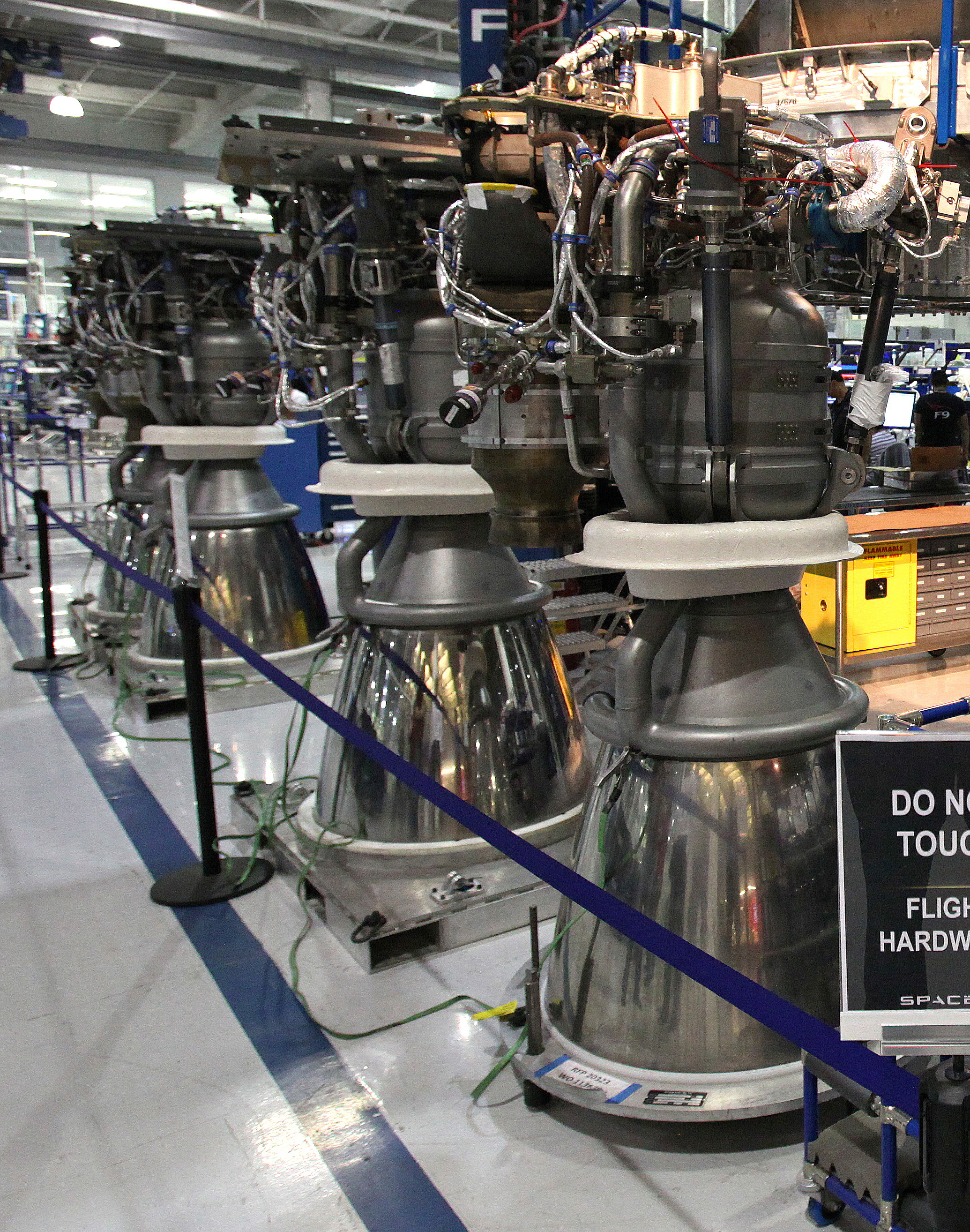
Le lanceur utilise 28 moteurs Merlin 1D.

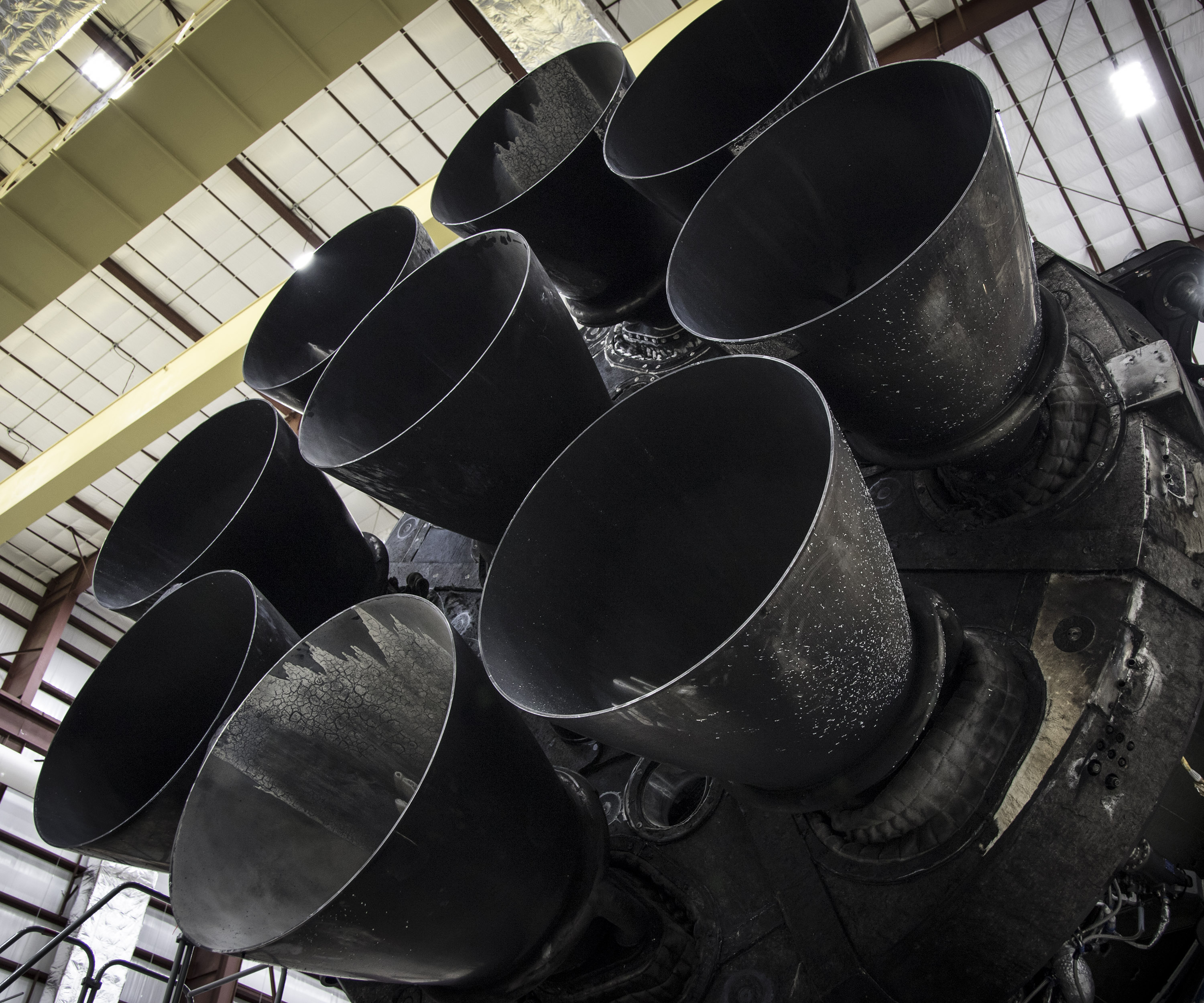
Le premier étage central et les deux propulseurs d'appoint utilisent chacun 9 moteurs disposés comme sur cet étage de Falcon 9 récupéré.

Le lanceur Falcon Heavy constitue un ensemble haut de 70 mètres, large de 11,6 mètres avec une masse au lancement de 1 421 tonnes. Le lanceur utilise des composants (moteurs et étages) déjà en production pour la fusée Falcon 9 v1.1 FT avec quelques modifications. Il comporte un premier étage central encadré par deux propulseurs d'appoint, tous trois constitués par le corps du premier étage d'une Falcon 9 v1.1 FT. Le deuxième étage a des caractéristiques proches de celui de la Falcon 9. Tous les étages utilisent des moteurs-fusées Merlin 1D+ brûlant un mélange d'oxygène liquide et de RP-1.
Les étages du lanceur, tous issus de la fusée Falcon 9, ont été dimensionnés pour une version des moteurs-fusées Merlin moins puissante. Les dernières versions du moteur 1D, développées pour accroitre la capacité du lanceur, consomment une quantité d'ergols beaucoup plus importante. Pour ne pas avoir à modifier la taille des étages, les ingénieurs de SpaceX ont choisi d'augmenter la densité des ergols sur la version V1.1FT de la Falcon 9 et ce choix architectural a été reconduit pour la Falcon Heavy utilisant les mêmes composants. Des installations permettant d'abaisser la température des ergols sont installés sur tous les sites de lancement de SpaceX. La température de l'oxygène liquide est abaissée à −207 °C (10° au-dessus du point triple de l'oxygène) en traversant un bain d'azote dans lequel un vide partiel a été effectué, ce qui permet d'accroitre la densité de 8 %. Celle du kérosène est abaissée à seulement −7 °C pour éviter d'augmenter la viscosité (le kérosène gèle à −37 °C). La densité est ainsi accrue dans une fourchette de 2,5 à 4 %. Du fait des gains de densité différents il a fallu revoir la taille respective des réservoirs d'oxygène et de kérosène dans la version des Falcon 9 utilisant cette technique. Le taille du réservoir d'oxygène a été raccourcie tandis que celle du réservoir de kérosène a été allongée. Le deuxième étage a par contre été rallongé pour modifier la taille du réservoir de kérosène sans toucher à celle du réservoir d'oxygène liquide.
| Caractéristique                 | Propulseurs d'appoint × 2 | 1er étage                 | 2e étage                    |                         |
| ------------------------------- | ------------------------- | ------------------------- | --------------------------- | ----------------------- |
| Dimension (longueur × diamètre) | 44,6 × 3,66 m             | 42,6 × 3,66 m             | 12,6 × 3,66 m               |                         |
| Masse (dont carburant)          | 867 tonnes (822 tonnes)   | 436,6 tonnes (411 tonnes) | 111,5 tonnes (107,5 tonnes) |                         |
| Moteur                          | 18 Merlin 1D+             | 9 × Merlin 1D+            | 1 Merlin 1D+ Vac            |                         |
| Poussée maximale                | 11 710 kN                 | 7 605 kN                  | 934 kN                      |                         |
| Impulsion spécifique            | 282 s (sol)               | 282 s (sol), 311 s (vide) | 348 s (vide)                |                         |
| Durée de fonctionnement         | 162 s                     | 230 s                     | 397 s                       |                         |
| Ergols                          | Oxygène liquide et RP-1   | Oxygène liquide et RP-1   | Oxygène liquide et RP-1     | Oxygène liquide et RP-1 |

### Premier étage (étage central)
L'étage central est un premier étage Falcon 9 comportant une structure de poussée renforcée et des systèmes d'attache permettant de solidariser les deux propulseurs d'appoint au niveau du segment avant et arrière de l'étage. L'étage central est haut de 41,2 mètres et a un diamètre de 3,66 mètres. Sa masse à vide est environ de 25,6 tonnes et il emporte 123,57 tonnes de kérosène et 287,43 tonnes d'oxygène. Cette quantité d'ergols embarquée est obtenue en utilisant la technique de refroidissement appliquée sur la Falcon V1.1 FT. Celle-ci permet d’accroître la densité. Le réservoir d'oxygène liquide est une structure monocoque (sans pièces externes pour assurer sa rigidité et résister aux efforts) tandis que le réservoir de kérosène comporte des longerons et des couples. L'étage est propulsé par neuf moteurs Merlin 1D+ dont la poussée est de 845 kN au niveau de la mer (914 kN dans le vide) et l'impulsion spécifique est de 282 secondes au niveau de la mer (311 secondes dans le vide). La poussée des moteurs est modulable entre 55 et 100 % (la limite inférieure pourrait être de 40 %). La durée de combustion est de 230 secondes. L'étage fonctionne une minute de plus que les propulseurs d'appoint ce qui l'amène à une altitude et une vitesse beaucoup plus importante que le premier étage de la Falcon 9, rendant sa récupération plus complexe. Malgré la difficulté, le 12 avril 2019, à la suite du second vol de Heavy pour Arabsat-6A, l'étage central arrive à se poser au centre de la barge autonome "Of Course I Still Love You", positionnée à 967 km de la côte, une distance record. Cependant, le booster central (B1055) glisse de la barge lors de son retour vers Port Canaveral.

### Propulseurs d'appoint
À l'image des lanceurs Delta IV et Angara, la Falcon Heavy utilise comme propulseurs d'appoint un premier étage de Falcon 9 similaire à l'étage central ce qui permet de réduire les coûts. Chaque propulseur d'appoint est long de 44,8 mètres et a un diamètre de 3,66 mètres avec une masse à vide de 22,5 tonnes. Il emporte 411 tonnes d'ergols (274,4 tonnes d'oxygène liquide et 123,6 tonnes de kérosène). Les propulseurs d'appoint se distinguent de l'étage central par la présence à leur extrémité supérieure d'une coiffe de forme conique en composite haute de 3,4 mètres qui donne un profil aérodynamique à cette extrémité.
Il était initialement envisagé pour les charges utiles les plus lourdes (plus de 45 tonnes) d'utiliser un système d'alimentation croisé entre les propulseurs d'appoint et le premier étage qui aurait permis de transférer des ergols vers les réservoirs de l'étage central en cours de vol, allongeant ainsi la durée de fonctionnement de l'étage central après le largage des propulseurs d'appoint. Ce dispositif complexe a été abandonné à la suite de l'amélioration des performances des moteurs Merlin 1D et de la capacité à réduire fortement (40 % officiellement, peut-être 30 %) la poussée des moteurs de l'étage central prolongeant ainsi sa durée de fonctionnement. Le système de fixation des propulseurs d'appoint à l'étage central repose sur des pinces de serrage qui s'ouvrent pour le largage et qui évitent d'utiliser des dispositifs de séparation pyrotechniques non réutilisables. Les propulseurs d'appoint fonctionnent durant 195 secondes.

### Équipements de récupération (étage central et propulseurs d'appoint)
Plusieurs dispositifs similaires sont installés sur l'étage central et les propulseurs d'appoint pour permettre leur récupération dans la version réutilisable du lanceur. Trois des neuf moteurs sont utilisés pour ramener l'étage sur Terre et disposent à cette fin d'une capacité de rallumage ; c'est-à-dire qu'ils emportent une quantité de produits hypergoliques (triéthylaluminium et triéthylborane) suffisante pour permettre plusieurs allumages successifs. Sur les 411 tonnes d'ergols emportés, environ 50 tonnes ne sont pas brûlés au moment du largage de l'étage, mais sont utilisés pour le retour sur Terre. Quatre volets formés d'une grille situés et fixés à la périphérie de la partie supérieure de l'étage sont déployés dans l'espace et contribuent à stabiliser le vol lors de son retour sur Terre. Efficaces à la fois en régime supersonique et subsonique, ils sont orientés chacun de manière indépendante selon deux degrés de liberté (rotation et inclinaison) par des commandes définies par le système de guidage de l'étage. La force nécessaire est fournie par un système hydraulique qui utilise un fluide stocké sous pression dans un réservoir et qui actionne les actuateurs puis est largué. L'étage dispose de son propre système de contrôle d'attitude utilisant des propulseurs à gaz froid. Ceux-ci sont utilisés pour le largage des propulseurs et pour orienter l'étage lors de son vol de retour sur Terre en vue de sa récupération. Enfin l'étage dispose d'un train d'atterrissage d'une masse de 2 100 kg comportant quatre pieds fixés à la base et réalisé avec une structure en nid d'abeilles d'aluminium et en fibre de carbone. Les pieds sont repliés le long du corps de l'étage durant le vol et un carénage atténue leur impact aérodynamique. Ils sont déployés 10 secondes avant l'atterrissage grâce à un système pneumatique utilisant de l'hélium sous pression. Une fois déployé le train d'atterrissage a une envergure de 18 mètres et permet de supporter la décélération subie par l'étage quasiment vidé de ses ergols lorsqu'il touche le sol.

### Deuxième étage
Le second étage du lanceur est identique à celui du lanceur Falcon 9 FT. avec une longueur de 12,6 mètres et un diamètre de 3,6 mètres. Il a une masse à vide de 4 tonnes et emporte 107,5 tonnes d'ergols (75,2 tonnes d'oxygène liquide et de 32,3 tonnes de kérosène). L'étage est propulsé par un seul moteur Merlin-D+ dans une version optimisée pour le fonctionnement dans le vide : la tuyère comporte une rallonge en alliage de niobium évacuant la chaleur par rayonnement qui porte le rapport de section à 165. Le moteur délivre une poussée dans le vide de 934 kN modulable avec une impulsion spécifique de 348 secondes. Le moteur est monté sur cardan pour orienter la poussée en lacet et tangage. Un système reposant sur les propulseurs à gaz froid est utilisé pour contrôler le roulis durant les phases propulsées et sur l'orientation dans les trois axes durant les phases de vol non propulsés. Le temps de fonctionnement est variable selon les missions et peut atteindre 420 secondes. Le moteur peut être rallumé plusieurs fois grâce à un système d'allumage TEA-TEB redondant.

### Coiffe
La coiffe est constituée d'une structure en nid d'abeilles d'aluminium avec des panneaux en fibres de carbone. La coiffe est longue de 13,1 mètres, un diamètre de 5,2 mètres et une masse à vide de 1 750 kg. Elle est constituée de deux demi-coques qui se séparent à l'aide d'un système pneumatique. Trois panneaux permettent l'accès aux charges utiles. Une version de la coiffe de diamètre réduit (3,6 mètres) est en cours de développement.

## Déroulement d'un vol
La poussée des 27 moteurs est maximale au décollage et utilise la poussée à pleine puissance de l'ensemble des moteurs de l'étage central et des propulseurs d'appoint. Puis progressivement la poussée des moteurs de l'étage central est réduite pour permettre à celui-ci de fonctionner après le largage des propulseurs d'appoint. Les propulseurs d'appoint sont largués 195 secondes après le décollage. La poussée des moteurs de l'étage central est à nouveau augmentée lorsque les propulseurs d'appoint sont largués. L'extinction de l'étage central a lieu à une altitude et à une vitesse plus élevée que celles du lanceur Falcon 9 ce qui permet au second étage (aux capacités identiques pour Falcon 9 et la Falcon Heavy) de remplir sa tâche alors que la charge utile est jusqu'à trois fois plus lourde,.

### Récupération et réutilisation du lanceur
Comme c'est déjà le cas avec son lanceur Falcon 9, SpaceX a conçu son lanceur de manière à pouvoir récupérer le premier étage et les deux propulseurs d'appoint de la Falcon Heavy. Les trois étages une fois largués sont ramenés sur Terre par une série de manœuvres propulsives, un vol guidé  dans l'atmosphère avant un atterrissage final en douceur sur un train d'atterrissage comportant 4 pieds. La trajectoire de retour est conçue de manière que les propulseurs d'appoint reviennent sur le site d’où le lanceur a décollé pour réduire les coûts induits par le transport et les manutentions qu'impliquent un atterrissage sur un site éloigné dans le cas présent une barge autonome. L'étage central, qui a une durée de fonctionnement beaucoup plus longue que les étages latéraux (230 secondes contre 162 secondes), est beaucoup plus loin de la base de lancement. Son retour sur ce site nécessiterait de disposer d'une quantité d'ergols qui pénaliserait trop les performances du lanceur. Aussi SpaceX fait atterrir l'étage central sur une barge qui est positionnée à plusieurs centaines de kilomètres de la côte.
| Étage                     | Phase de vol  | Moteurs utilisés | Poussée totale (au niveau du sol) | Quantité d'ergols consommés | Durée de la phase propulsive |
| ------------------------- | ------------- | ---------------- | --------------------------------- | --------------------------- | ---------------------------- |
| Propulseurs d'appoint (2) | Ascension     | 9 × Merlin 1D+   | 15 214 kN                         | 779,8 tonnes                | 145 secondes                 |
| Propulseurs d'appoint (2) | Retour au sol | 3 × Merlin 1D+   | 2 535,8 kN                        | 89,64 tonnes                | 25 secondes                  |
| Propulseurs d'appoint (2) | Retour au sol | 1 × Merlin 1D+   | 845,3 kN                          | 89,64 tonnes                | 45 + 30 secondes             |
| Premier étage             | Ascension     | 9 × Merlin 1D+   | 7 607 kN                          | 330 tonnes                  | 30 secondes                  |
| Premier étage             | Ascension     | 7 × Merlin 1D+   | 5 916,9 kN                        | 330 tonnes                  | 148 secondes                 |
| Premier étage             | Retour au sol | 3 × Merlin 1D+   | 2 535,8 kN                        | 44,82 tonnes                | 25 secondes                  |
| Premier étage             | Retour au sol | 1 × Merlin 1D+   | 845,3 kN                          | 44,82 tonnes                | 45 + 30 secondes             |
| Deuxième étage            | Ascension     | 1 × Merlin 1DV+  | 934 kN (vide)                     | 108,67 tonnes               | 397 secondes                 |

## Performances et utilisation
Sur le plan des performances, le constructeur du lanceur SpaceX affiche les capacités suivantes en juillet 2017 pour la version dont les étages ne sont pas récupérés. La charge utile dépend de l'orbite visée :
- Orbite basse (altitude 185 km et inclinaison orbitale 28,2°) : 63,8 tonnes
- Orbite de transfert géostationnaire : 26,7 tonnes
- Orbite de transfert vers Mars : 16,8 tonnes
- Orbite de transfert vers Pluton : 3,5 tonnes

La récupération des premiers étages réduit fortement la charge utile en particulier pour les orbites hautes du fait de la nécessité de conserver après extinction des étages une quantité de carburant suffisante pour le retour au sol (environ 90 tonnes d'ergols pour les 2 propulseurs d'appoint et 45 tonnes pour le premier étage) qu'il faut néanmoins hisser jusqu'à l'altitude atteinte à l'extinction de ces étages) :
- Version avec récupération des deux propulseurs d'appoint
  - Orbite basse > 57 tonnes
  - Orbite de transfert géostationnaire > 10 tonnes
- Version avec récupération des deux propulseurs d'appoint et de l'étage central :
  - Orbite basse > 40 tonnes
  - Orbite de transfert géostationnaire 8 tonnes

|                                     |               |         |         |           | Charge utile | Charge utile |                            |
| Lanceur                             | Premier vol   | Masse   | Hauteur | Poussée   | Orbite basse | Orbite GTO   | Autre caractéristique      |
| ----------------------------------- | ------------- | ------- | ------- | --------- | ------------ | ------------ | -------------------------- |
| Falcon Heavy (sans récupération)    | 2018          | 1 421 t | 70 m    | 22 819 kN | 64 t         | 27 t         | Premier étage réutilisable |
| Space Launch System (Bloc I)        | 2022          | 2 660 t | 98 m    | 39 840 kN | 70 t         |              |                            |
| New Glenn                           | 2025          |         | 82,3 m  | 17 500 kN | 45 t         | 13 t         | Premier étage réutilisable |
| Vulcan (441)                        | 2023          | 566 t   | 57,2 m  | 10 500 kN | 27,5 t       | 13,3 t       |                            |
| Ariane 6 (64)                       | 2024          | 860 t   | 63 m    | 10 775 kN | 21,6 t       | 11,5 t       |                            |
| H3 (24L)                            | 2022          | 609 t   | 63 m    | 9 683 kN  |              | 6,5 t        |                            |
| OmegA (Heavy)                       | 2021 (annulé) |         | 60 m    |           |              | 10,1 t       |                            |
| Falcon 9 (bloc 5 sans récupération) | 2018          | 549 t   | 70 m    | 7 607 kN  | 22,8 t       | 8,3 t        | Premier étage réutilisable |
| Longue Marche 5                     | 2016          | 867 t   | 57 m    | 10 460 kN | 23 t         | 13 t         |                            |
| Autres lanceurs                     |               |         |         |           |              |              |                            |
| Delta IV Heavy                      | 2004          | 733 t   | 71 m    | 9 390 kN  | 29 t         | 14,2 t       |                            |
| Proton-M/Briz-M                     | 2001          | 713 t   | 58,2 m  | 10,5 MN   | 22 t         | 6 t          |                            |
| Ariane 5 ECA                        | 2002          | 777 t   | 53 m    | 8 430 kN  | 21 t         | 10,5 t       |                            |
| Lanceurs retirés du service         |               |         |         |           |              |              |                            |
| Saturn V                            | 1967          | 2 900 t | 110 m   | 33 850 kN | 140 t        | 47 t         |                            |
| Energia                             | 1987          | 2 372 t | 58,8 m  | 34 832 kN | 105 t        |              |                            |

### Utilisation
Le lanceur Falcon Heavy avec sa capacité à placer environ 60 tonnes en orbite basse dans sa version non récupérable est le troisième lanceur le plus puissant jamais construit après Saturn V (retirée en 1973) et Energia (retirée en 1988 après son second vol). Plus puissant que tous les lanceurs opérationnels existants, il peut placer en orbite les satellites militaires américains les plus lourds lui permettant ainsi d'attaquer le monopole actuel du constructeur de lanceurs américain United Launch Alliance qui propose l'Atlas 5/551 (8,7 t sur orbite de transfert géostationnaire) et la Delta 4 Heavy (14,2 t). Le lanceur de SpaceX a par ailleurs déjà attiré l'attention des militaires américains puisque ceux-ci lui ont confié pour son deuxième vol, programmé vers le début de l’année 2019, l'emport de plusieurs petits satellites de l'Armée de l'Air américaine. Sur le marché commercial le nouveau lanceur permet de placer en orbite dans sa version récupérable, dont le cout est affiché par SpaceX à 90 millions €, les satellites de télécommunications les plus lourds grâce à une capacité d'emport qui atteint 8 tonnes. Jusque là ces gros satellites nécessitaient la version non récupérable de la Falcon 9. Malgré ces atouts, à la date du lancement, le carnet de commandes de la Falcon Heavy ne porte que sur le lancement de trois satellites.
Deux projets originaux étaient associés au lanceur Falcon Heavy mais ont été abandonnés par SpaceX au cours de l'année qui a précédé le premier vol : le lancement de capsules Red Dragon à la surface de Mars à des fins scientifiques pour le compte de la NASA et un vol circumlunaire d'une capsule Dragon V2 spécialement aménagée pour emporter des touristes spatiaux suffisamment fortunés pour en payer le coût. Les projets martiens sont désormais portés par le lanceur superlourd BFR que SpaceX compte développer au cours de la décennie 2020.

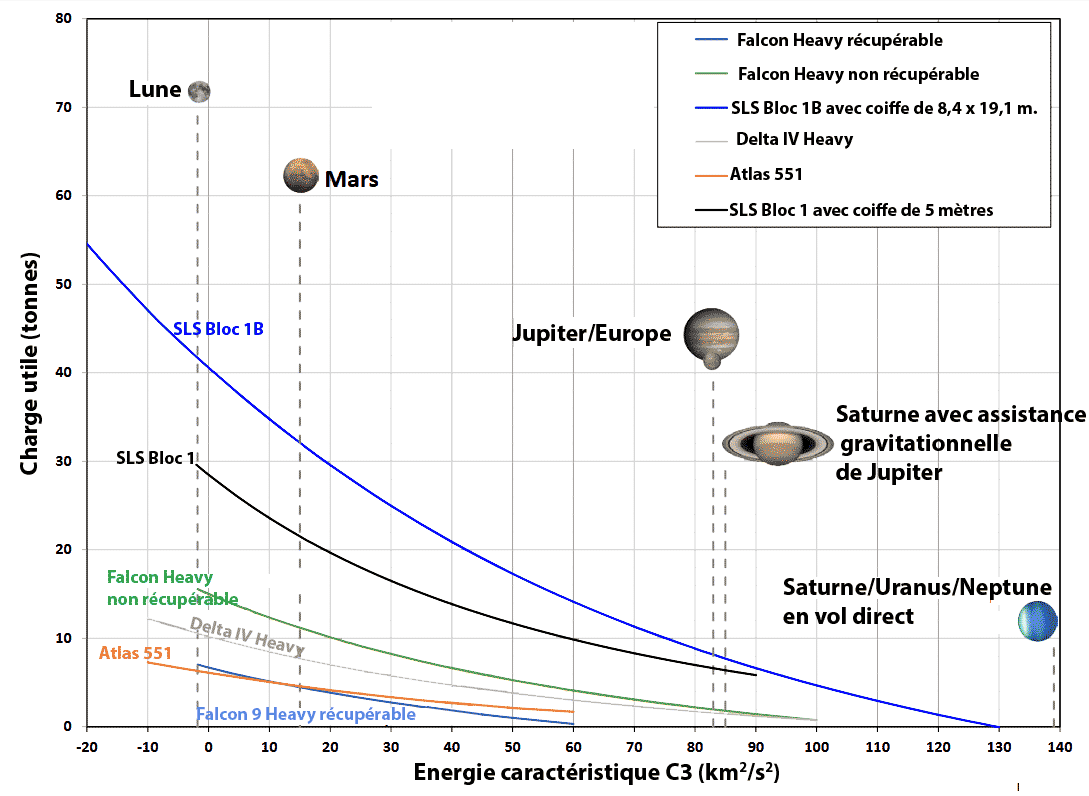
Comparaison des capacités de la Falcon Heavy avec les principaux lanceurs lourds dont le SLS pour des missions d'exploration du système solaire.

Avec un coût de la version non récupérable de 150 millions € et sa capacité à lancer 3,5 tonnes vers la planète naine Pluton et donc bien plus vers les planètes externes (Saturne, Jupiter…) sans recourir à l'assistance gravitationnelle des planètes internes ou externes, la Falcon Heavy ouvre des perspectives nouvelles pour des missions à destination des planètes les plus lointaines. Toutefois la NASA exige pour le lancement de ses missions d'exploration du système solaire les plus coûteuses (plusieurs milliards US$ : Mars Science Laboratory, Mars 2020, Cassini Huygens) que la fusée utilisée soit certifiée, un processus d'autant plus long que le lanceur ne devrait pas voler avec une fréquence élevée. Les exigences sont beaucoup moins élevées pour les missions relevant du programme Discovery (missions de 500 millions US$)  où l'utilisation de la Falcon Heavy, du fait de son faible coût, devient envisageable. Le lanceur permettrait de placer sur une trajectoire directe, avec donc un transit de faible durée, ces engins spatiaux caractérisés par une masse réduite (moins d'une tonne).

### Installations de lancement

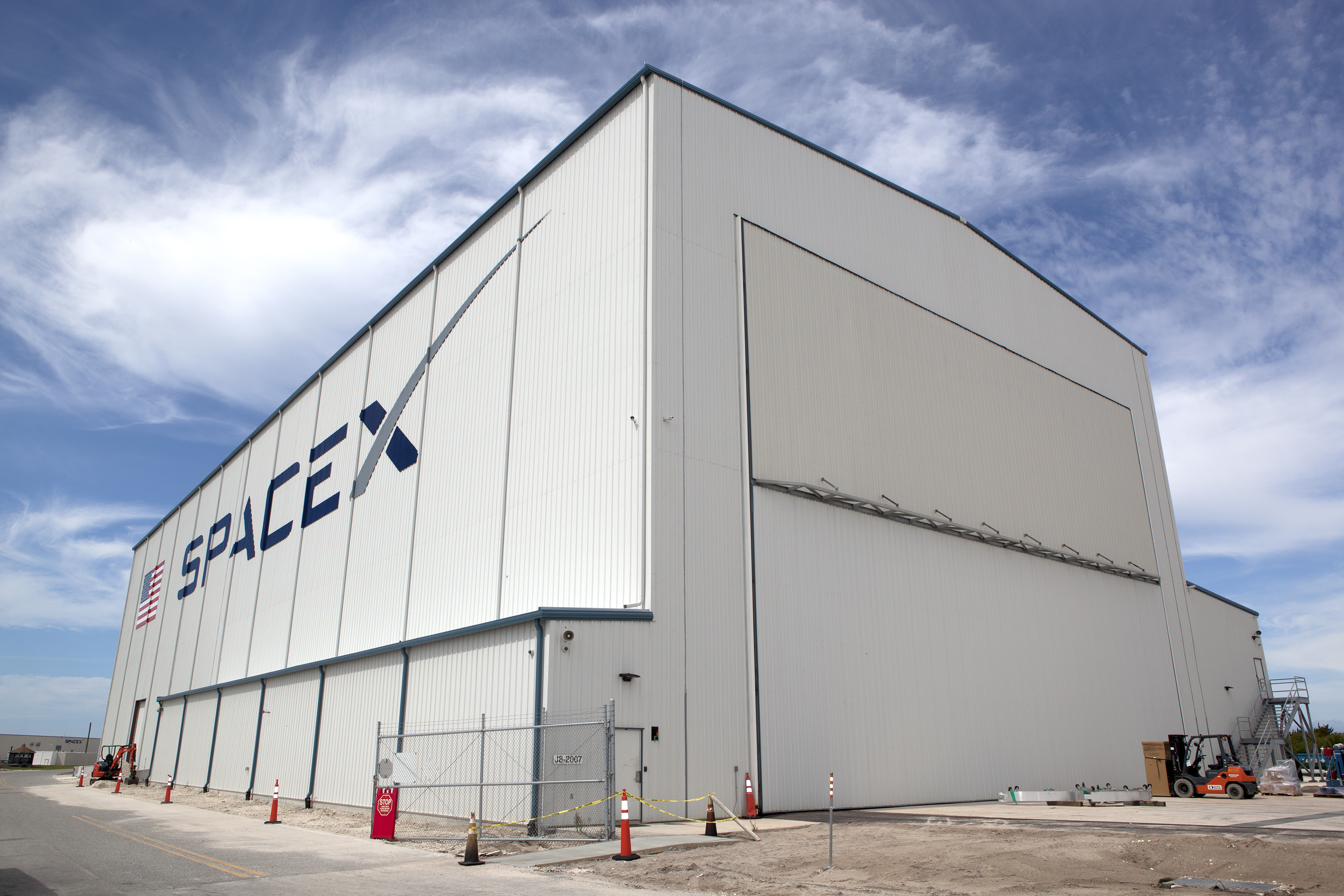
Le bâtiment d'assemblage des Falcon 9 et Falcon Heavy du LC-39A.

Pour lancer sa fusée lourde SpaceX loue, dans le cadre d'un bail qui court jusqu'en 2034, le complexe de lancement LC-39A du centre spatial Kennedy utilisé autrefois par la Navette spatiale américaine. 

En 2015 et 2016, SpaceX réaménage le pas de tir et fait construire un bâtiment d'assemblage.
La société lance régulièrement depuis ce site à la fois des Falcon Heavy et des Falcon 9.
Le premier lancement d'une Falcon Heavy a eu lieu depuis ce pas de tir le 6 février 2018.

Il est également prévu que le lanceur soit tiré depuis la base de lancement de Vandenberg. Les travaux de construction du pas de tir à Vandenberg ont débuté à côté des installations existantes pour le lanceur Falcon 9.

## Historique des lancements
Tous les lancements de la Falcon Heavy sont effectués à partir du pas de tir LC-39A du centre spatial Kennedy.

### Résultat de lancement
- Succès
- Échecs partiels
- Échecs
- Prévus

| N°                   | Date (UTC) | Charge utile                      | Masse     | Orbite                       | Objectif lancement                                                        | Statut | Récupération booster gauche | Récupération booster droit | Récupération étage central |
| -------------------- | --- | --------------------------------- | --------- | ---------------------------- | ------------------------------------------------------------------------- | ------ | --------------------------- | -------------------------- | -------------------------- |
| 1                    | 06-02-2018 | Tesla Roadster                    | 1 305 kg  | Orbite héliocentrique        | Test du lanceur et mise en orbite héliocentrique de la Tesla              | Succès | Succès (LZ-1)               | Succès (LZ-2)              | Échec (barge OCISLY)       |
| 1                    | Deux moteurs de l'étage central ne se sont pas rallumés et celui-ci a percuté l'océan au lieu d'apponter sur la barge. |                                   |           |                              |                                                                           |        |                             |                            |                            |
| 2                    | 11-04-2019 | Arabsat-6A (en)                   | 6 465 kg  | Orbite géostationnaire       | Satellite de télécommunications                                           | Succès | Succès (LZ-1)               | Succès (LZ-2)              | Succès (barge OCISLY)      |
| 2                    | Les propulseurs auxiliaires latéraux et l'étage central sont désormais constitués de Block 5. Ils réussissent tous leur atterrissage mais l'étage central finit par basculer sur la barge océanique du fait d'une trop forte houle. |                                   |           |                              |                                                                           |        |                             |                            |                            |
| 3                    | 25-06-2019 | STP-2                             | 3 700 kg  | Orbite moyenne et elliptique | 6 satellites d'occultation radio et 18 autres petits satellites           | Succès | Succès (LZ-1)               | Succès (LZ-2)              | Échec (barge OCISLY)       |
| 3                    | L'étage central n'a pas pu être récupéré et a été détruit lors de l'impact dans l'océan Atlantique. Pour la première fois une demi coiffe est récupérée dans un filet par un navire en haute mer.                                   |                                   |           |                              |                                                                           |        |                             |                            |                            |
| 4                    | 01-11-2022 | USSF-44                           | Classifié | Orbite géostationnaire       | Charge utile militaire classifiée de l'US Space Force                     | Succès | Succès (LZ-1)               | Succès (LZ-2)              | Non tenté                  |
| 5                    | 15-01-2023 | USSF-67                           | Classifié | Orbite géostationnaire       | Charge utile militaire classifiée de l'US Space Force                     | Succès | Succès (LZ-1)               | Succès (LZ-2)              | Non tenté                  |
| 6                    | 01-05-2023 | ViaSat-3                          | 6 400 kg  | Orbite géosynchrone          | Satellite de télécommunications                                           | Succès | Non tenté                   | Non tenté                  | Non tenté                  |
| 7                    | 28-07-2023 | EchoStar 24 (Jupiter 3)           | 9 200 kg  | Orbite géostationnaire       | Satellite de télécommunications                                           | Succès | Succès (LZ-1)               | Succès (LZ-2)              | Non tenté                  |
| 8                    | 13-10-2023 | Psyché                            | 2 608 kg  | Ceinture d'astéroïdes        | Sonde spatiale                                                            | Succès | Succès (LZ-1)               | Succès (LZ-2)              | Non tenté                  |
| 9                    | 28-12-2023 | USSF-52                           | Classifié | Orbite géostationnaire       | Charge utile militaire classifiée de l'US Space Force                     | Succès | Succès (LZ-1)               | Succès (LZ-2)              | Non tenté                  |
| 10                   | 25-06-2024 | GOES-U                            | 5 000 kg  | Orbite géostationnaire       | Satellite d'imagerie de la Terre et de surveillance de la météo spatiale. | Succès | Succès (LZ-1)               | Succès (LZ-2)              | Non tenté                  |
| 11                   | 14-10-2024 | Europa Clipper                    | 6 000 kg  | Orbite héliocentrique        | Lancement de la sonde Europa Clipper en direction d'Europe.               | Succès | Non tenté                   | Non tenté                  | Non tenté                  |
| Lancements planifiés | |                                   |           |                              |                                                                           |        |                             |                            |                            |
| -                    | xx-xx-2025 | Modules PPE et HALO               | ?         | Orbite lunaire               | 2 modules de la station spatiale lunaire Lunar Gateway,.                  |        |                             |                            | Non tenté                  |
| -                    | xx-xx-2026 | Peregrine d'Astrobotic Technology | 1 283 kg  | Orbite lunaire               | Atterrisseur lunaire.                                                     |        |                             |                            |                            |
| -                    | xx-xx-2026 | GLS-1 (Dragon XL)                 | ?         | Orbite lunaire               | Ravitaillement de la station spatiale lunaire Lunar Gateway.              |        |                             |                            | Non tenté                  |
| -                    | xx-05-2027 | Nancy-Grace-Roman                 | ?         | Point de Lagrange L2         | Télescope spatial de la NASA.                                             |        |                             |                            | Non tenté                  |
| -                    | xx-08-2028 | Dragon Fly                        | ?         | Orbite héliocentrique        | Drone hélicoptère en direction de Titan,.                                 |        |                             |                            | Non tenté                  |